# 海老根長月宵あかり〜秋蛍〜
海老根長月宵あかり〜秋蛍〜（えびねながつきよいあかり〜あきほたる〜）は毎年9月中旬（第2または第3土曜日と日曜日）に2日間、福島県郡山市中田町海老根地区で開かれる和紙の灯籠の祭である。

## 概要
会場となる海老根伝統手漉和紙工房周辺では、この地域特産の和紙である海老根手漉和紙で作られた約千個もの灯籠が並ぶ幻想的な風景を見ることができる。

## 歴史
海老根地区は、和紙を作る原料になるコウゾが育ち、水も豊富だったことから農閑期の産業として江戸時代初期の1658年（明暦4年）頃から和紙の作りが始まり、かつては80戸ほどの家で和紙が生産されていた。
その後、この海老根手漉和紙は1988年（昭和63年）に最後の1戸が生産をやめ、歴史が途絶えた。しかし、1998年（平成10年）、海老根伝統手漉和紙保存会の手で復活し、2003年（平成15年）には福島県の伝統的工芸品に指定された。
この海老根伝統手漉和紙で作られた灯籠を使って2003年頃から行われるようになったのが、この祭である。使用される灯籠の数は毎年少しずつ増え続け、現在では約千個もの灯籠が使用されている。
また、2012年（平成24年）から数年間は東日本大震災の追悼行事として、毎年3月11日前後の土日にJR郡山駅西口駅前広場にて約600個の灯籠で「春蛍」が行われた。

## ギャラリー

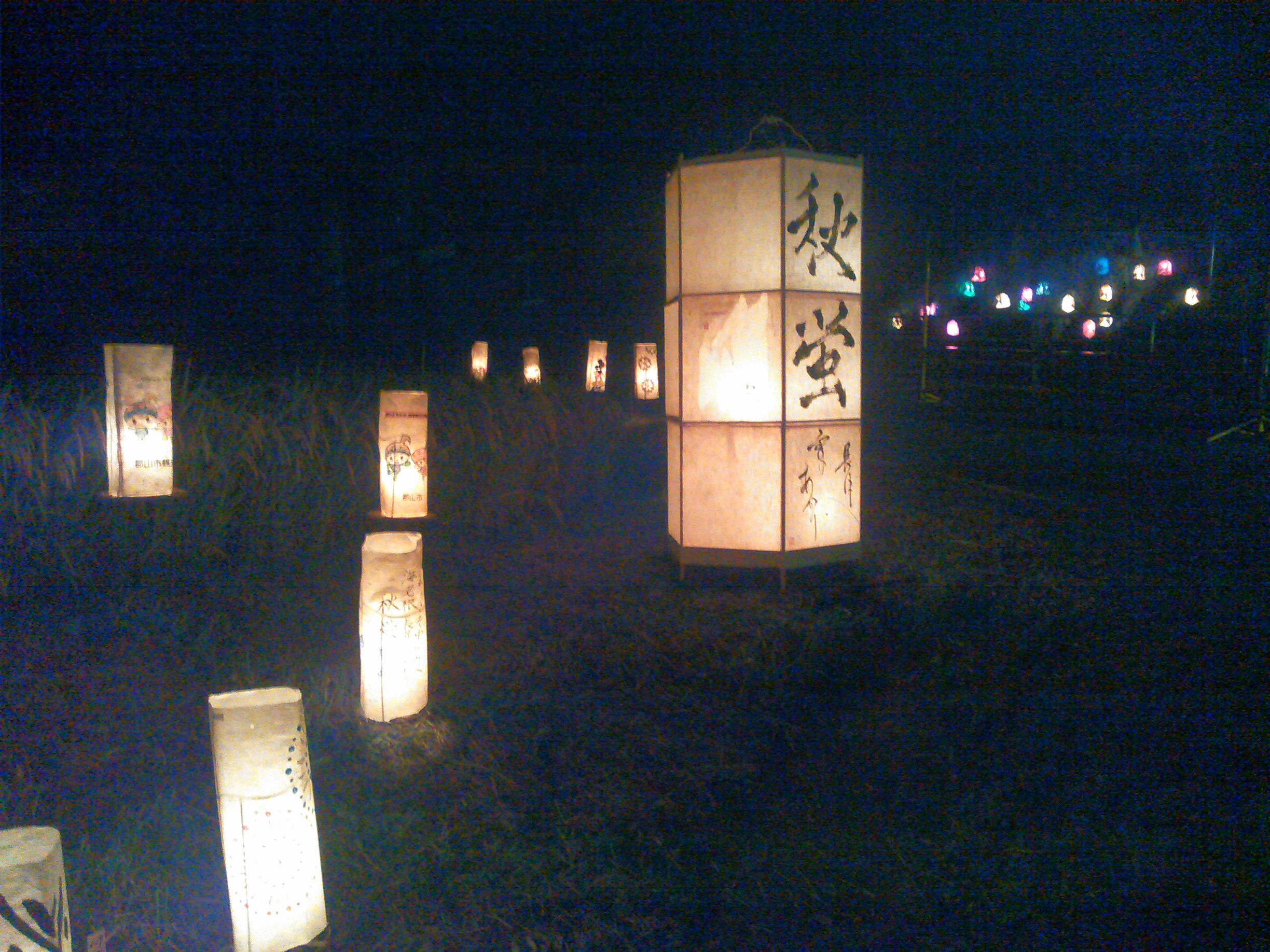
手漉和紙工房周辺
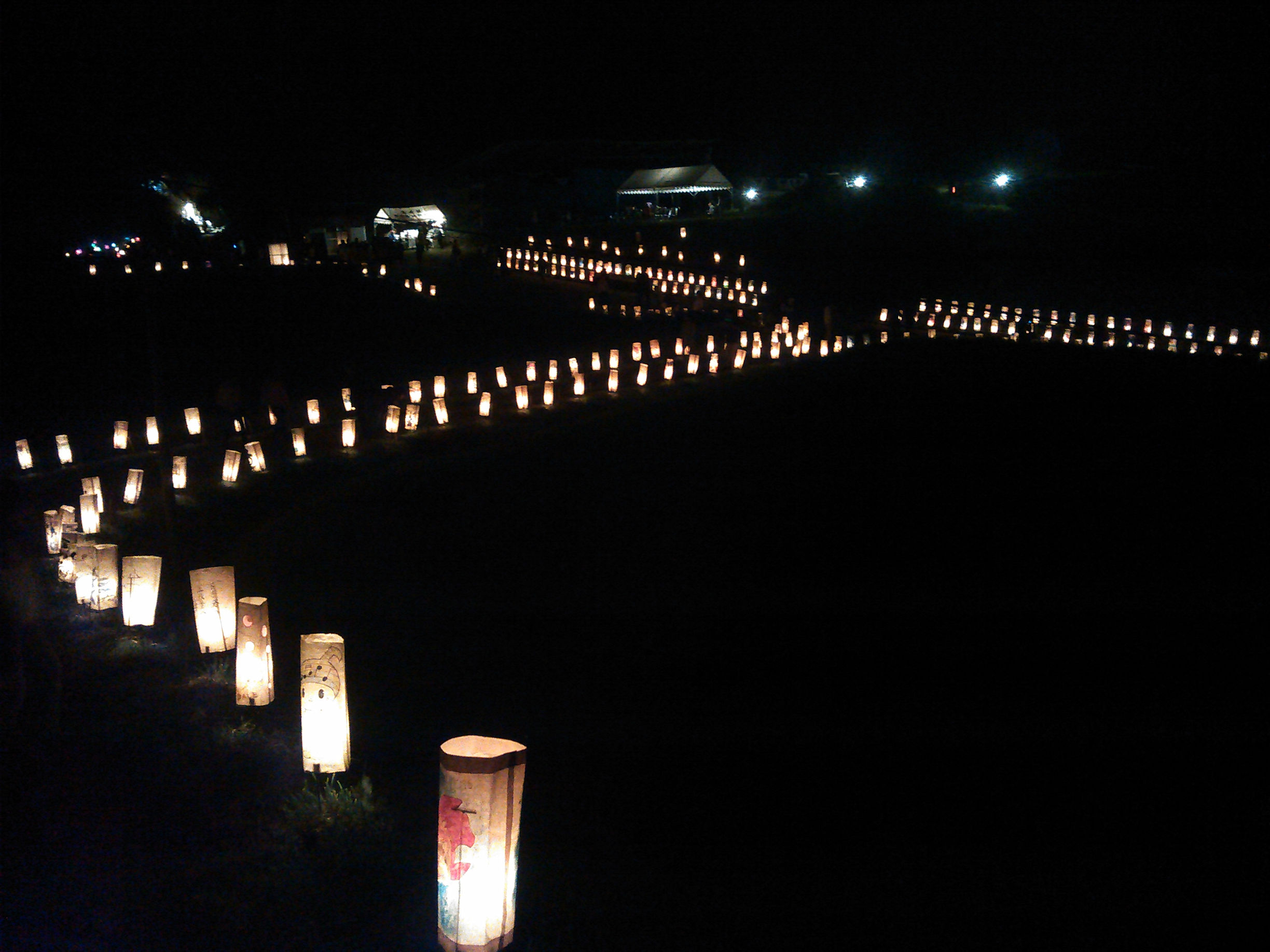
丘の上から
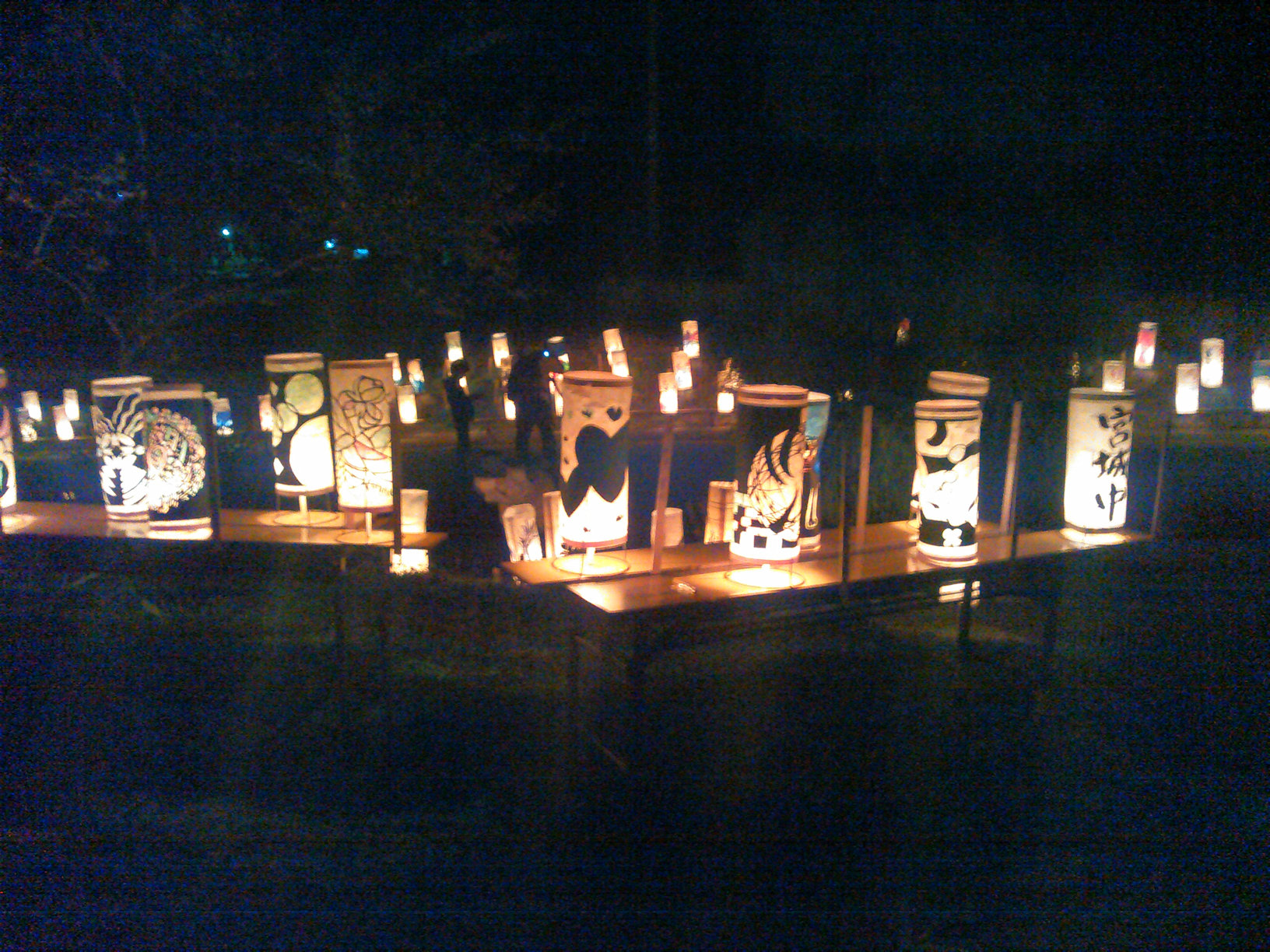
近くで見た灯籠

## アクセス
- 磐越自動車道郡山東ICより車で30分（郡山東バイパス、広域農道、県道54号、県道65号経由）、臨時駐車場あり。
- 郡山駅3番バス乗り場より小野駅前行または柳橋行で海老根下車すぐ